# ساکاری لیندفورس
ساکاری لیندفورس (فنلاندی: Sakari Lindfors؛ زادهٔ ۲۷ آوریل ۱۹۶۶) بازیکن هاکی روی یخ اهل فنلاند بود.